# Live Plus One
Live Plus One is een livealbum van de Amerikaanse punkbands All en Descendents dat werd uitgegeven op 21 augustus 2001 via het platenlabel Epitaph Records. Het splitalbum is een dubbelalbum en bevat een cd van elke band. De muziek van All is opgenomen tijdens een tour in 2001 en die van Descendents tijdens een tour in 1996. De twee bands bestonden uit dezelfde musici - basgitarist Karl Alvarez, gitarist Stephen Egerton en drummer Bill Stevenson - met uitzondering voor de zangers van de bands: Chad Price speelt in All en Milo Aukerman in Descendents.

## Nummers
| All 1. "Fairweather Friend" - 1:48 2. "Skin Deep" - 1:57 3. "Can't Say" - 1:59 4. She Broke My Dick" - 0:52 5. "Until I Say So" - 2:55 6. "Crucifiction" - 2:20 7. "Breakin' Up" - 2:39 8. "Better Than That" - 2:21 9. "Bubblegum" - 2:35 10. "Honey Peeps" Price 1:55 11. "She's My Ex" - 3:07 12. "World's on Heroin" - 2:13 13. "Birds" - 2:40 14. "I Want Out" - 0:55 15. "Educated Idiot / Life on the Road" - 2:53 16. "Birthday I.O.U." - 2:38 17. "Carnage" - 2:27 18. "'Cause" - 2:25 19. "Self-Righteous" - 3:42 20. "Teresa" - 1:45 21. "I Hate to Love" - 1:51 22. "Carry You" - 2:27 | Descendents 1. "My Dad Sucks" - 0:37 2. "I'm the One" - 2:15 3. "Hope" - 1:55 4. "Thank You" - 2:16 5. "M-16" - 0:45 6. "Mr. Bass" - 2:12 7. "Weinerschnitzel" - 0:16 8. "Original Me" (cover van All) - 2:46 9. "I Like Food" - 0:17 10. "Silly Girl" - 2:20 11. "Coffee Mug" - 0:42 12. "Get the Time" - 3:17 13. "Myage" - 2:01 14. "Cheer" - 2:57 15. "We" - 2:36 16. "Everything Sux" - 1:41 17. "This Place" - 1:17 18. "Van" - 3:14 19. "Bikeage" - 2:08 20. "All-O-Gistics" - 3:38 21. "Catalina" - 2:02 |

## Muzikanten
- Karl Alvarez – basgitaar
- Milo Aukerman – zang (disc 2)
- Stephen Egerton – gitaar
- Chad Price – zang (disc 1)
- Bill Stevenson – drums